# Tây Loa

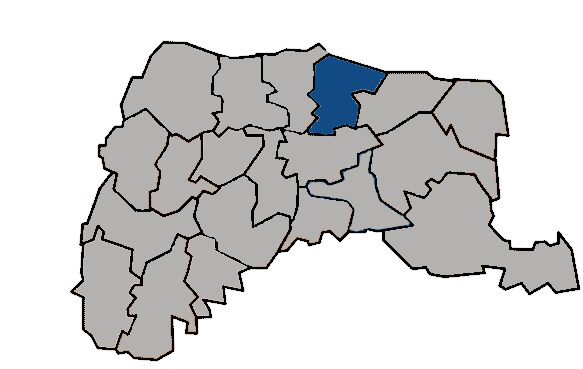
Vị trí tại Vân Lâm

Tây Loa (tiếng Trung: 西螺鎮; Hán-Việt: Tây Loa trấn; bính âm: Xiluó Zhèn) là một trấn của huyện Vân Lâm, tỉnh Đài Loan, Trung Hoa Dân Quốc (Đài Loan). Hương có địa hình bằng phẳng, đất đai màu mỡ và nổi tiếng với các đặc sản xì dầu, gạo Tây Loa và rau xanh. Tổng diện tích của trấn là 49,7985 km², dân số vào tháng 8 năm 2011 là 48.207 người thuộc 14.088 hộ gia đình, mật độ cư trú đạt 968 người/km².